# پوند بیافرا
پوند بیافرا (به انگلیسی: Biafran pound) یکای پول رایج در کشور بیافرا است. مسئولیت کنترل این واحد پولی برعهدهٔ بانک بیافرا قرار دارد.